# Terapia antihormonal
La terapia antihormonal es un tipo de terapia hormonal que suprime determinadas hormonas o sus efectos, a diferencia de la terapia hormonal sustitutiva, que estimula la actividad hormonal.
La supresión de determinadas hormonas puede beneficiar a pacientes con ciertos tipos de cáncer porque ciertas hormonas favorecen o ayudan al crecimiento de un tumor. Esto es especialmente cierto en cánceres relacionados con los órganos sexuales.
Las hormonas son producidas por las glándulas y circulan por el torrente sanguíneo. Las hormonas pueden actuar como señales para que las células crezcan adhiriéndose a ellas. La terapia antihormonal bloquea las hormonas para que no envíen estos mensajes a las células. Si una prueba diagnóstica muestra cáncer en lugares con hormonas adheridas, se pueden prescribir fármacos al paciente para bloquear los receptores e inhibir el crecimiento de las células cancerosas.La mayoría de las terapias antihormonales se administran mediante píldoras durante 5 a 10 años después de la cirugía.

## Origen
La terapia hormonal sustitutiva comenzó en la década de 1960, pero cobró fuerza a finales de la década de 1990. Los métodos terapéuticos se han desarrollado rápidamente desde la década de 1970, y la supervivencia de las personas con cáncer de receptores hormonales positivos se ha disparado. En años más recientes, desde la década de 1990, han aparecido nuevas clases de fármacos que han cambiado en gran medida la forma de tratar los cánceres hormonales, como el de próstata y el de mama. La investigación para comprender cómo influyen las hormonas en el crecimiento de las células cancerosas ha llevado a los investigadores a encontrar nuevas formas de utilizar fármacos para prevenir y tratar las células cancerosas con receptores hormonales positivos, limitando la producción de hormonas sexuales.Estos métodos de supresión hormonal han abierto la puerta a nuevos fármacos pioneros para la quimioprevención del cáncer.

## Tipos de terapia antihormonal

### Moduladores y degradadores selectivos del receptor de estrógenos (SERMs y SERDs)

#### Tamoxifeno y Toremifeno
Tamoxifeno es un fármaco de la familia de los SERM y es una de las formas más comunes y antiguas de terapia hormonal. Cuando el cáncer de mama se encuentra en una fase temprana o se trata de un cáncer de mama metastásico, puede recetarse tamoxifeno para bloquear selectivamente el efecto del estrógeno en determinadas células. Los SERM, como el tamoxifeno, se unen a los receptores de las células cancerosas, lo que impide que el estrógeno se una a los receptores.  El tamoxifeno consigue reducir tanto las tasas de recurrencia del cáncer de mama, como la aparición de cáncer de mama en la mama opuesta y la muerte por cáncer de mama en casos de cáncer con receptores hormonales positivos y sensible a las hormonas. También se cree que el tamoxifeno disminuye el riesgo de cáncer de mama en aquellas personas con predisposición o riesgo. El tamoxifeno puede utilizarse en mujeres premenopáusicas y posmenopáusicas. Toremifeno es un fármaco SERM similar al tamoxifeno, pero es menos frecuente y sólo está aprobado para el tratamiento del cáncer metastásico. El toremifeno se prescribe generalmente una vez que el tamoxifeno ya no es eficaz.

#### Fulvestrant (Faslodex)
El fulvestrant es un fármaco de tipo SERD que actúa dañando y bloqueando los receptores de estrógeno. Actualmente, el fulvestrant sólo está aprobado por la FDA para tratar el cáncer en mujeres posmenopáusicas, pero a menudo se prescribe fuera de indicación en combinación con un agonista de la LHRH en mujeres premenopáusicas para detener la funcionalidad de los ovarios.  El fulvestrant se administra mediante inyección en las nalgas.

### Inhibidores de la aromatasa
Un grupo de fármacos llamados inhibidores de la aromatasa se prescriben habitualmente a las mujeres posmenopáusicas que dan positivo en un cáncer de mama con receptores hormonales positivos. La aromatasa en grasa y músculo puede hacer circular estrógenos en mujeres posmenopáusicas.  La aromatasa en tejidos muy sensibles a los estrógenos, como la mama, el útero, la vagina, los huesos y los vasos sanguíneos, proporciona estrógenos a nivel local, por lo que los inhibidores de la aromatasa actúan reduciendo esta producción de estrógenos.

### Supresión ovárica
Se sabe que la supresión ovárica ralentiza el crecimiento del cáncer de mama con receptores hormonales positivos en mujeres premenopáusicas y también puede ayudar a preservar la fertilidad durante la quimioterapia. La supresión ovárica mediante fármacos cierra temporalmente los ovarios impidiendo la producción de estrógenos, lo que ralentiza el ritmo de crecimiento de los tumores con receptores hormonales positivos. La supresión ovárica también puede lograrse mediante una intervención quirúrgica conocida como ovariectomía, que extirpa uno o ambos ovarios, a veces en combinación con las trompas de Falopio.

### Agonistas de la LHRH
Los agonistas de la LHRH (hormona liberadora de hormona luteinizante) bloquean la producción de hormonas sexuales tanto en hombres como en mujeres. En los hombres, los agonistas de la LHRH secuestran la producción de testosterona en los testículos, y en las mujeres bloquea la producción de estrógenos y progesterona en los ovarios. Estos fármacos se utilizan con mayor frecuencia en los tratamientos para el cáncer de próstata.

## Efectos secundarios
Los efectos secundarios de la terapia antihormonal son generalmente mínimos, pero pueden producir sensaciones similares a las de la menopausia en las mujeres.  Los síntomas comunes de todas las terapias antihormonales incluyen ciclos menstruales irregulares, sofocos, aumento de peso, sequedad vaginal, dolores de cabeza, cambios de humor y debilitamiento del cabello. Los efectos secundarios menos comunes pero más graves, específicos de los diferentes fármacos, incluyen:

### Efectos secundarios de los SERMs
- Coágulos de sangre
- Accidente cerebrovascular
- Cataratas
- Cáncer uterino
- Disminución de la libido
- Cambios de humor y depresión

### Efectos secundarios de la supresión ovárica
- Osteoporosis
- Disminución de la libido
- Cambios de humor y depresión

### Efectos secundarios de los inhibidores de la aromatasa
- Infarto de miocardio, angina de pecho, insuficiencia cardíaca
- Osteoporosis
- Cambios de humor y depresión

### Efectos secundarios del fulvestrant
- Complicaciones gastrointestinales (náuseas, vómitos, estreñimiento)
- Dolor óseo y musculoesquelético
- Dolor de cabeza